# Gmina Ravna Gora
Gmina Ravna Gora (chorw. Općina Ravna Gora) – gmina w Chorwacji, w żupanii primorsko-gorskiej. W 2011 roku liczyła  2430 mieszkańców.